# Victor Amadeus al III-lea al Sardiniei
Victor Amadeus al III-lea (Vittorio Amadeo Maria), (n. 26 iunie 1726, Torino, Regatul Sardiniei – d. 16 octombrie 1796, Moncalieri, Piemont, Italia) a fost rege al Sardiniei din 1773 până la moartea sa. Deși a fost un politician conservator a efectuat numerose reforme administrative până la declararea războiului cu Franța revoluționară în 1792.  A fost tatăl a trei regi ai Sardiniei.

## Primii ani
Născut la Palatul Regal din Torino, a fost fiul lui Carol Emanuel al III-lea al Sardiniei și al celei de-a doua soții a acestuia, Polixena de Hesse-Rotenburg. De la naștere a primit titlul de Duce de Savoia. El a fost fiul cel mare al părinților săi și a fost moștenitor aparent; tatăl său a mai avut un fiu cu prima soție, numit tot Victor Amadeus, care a murit în 1725. Mama lui a murit când Victor Amadeus avea 11 ani iar tatăl lui s-a căsătorit pentru a treia oară după doi ani. A avut trei surori bune și un frate vitreg. 
Ca tânăr prinț, el s-a înconjurat de intelectuali și mulți dintre ei au devenit miniștri importanți în timpul domniei lui. A fost o persoană conservatoare și foarte religioasă, care, ca tânăr băiat, a rămas departe de viața publică. Tatăl său a simțit că el e e nepotrivit pentru a deține puterea. 

## Căsătorie
S-a căsătorit cu infanta Maria Antonia a Spaniei (1729–1785), fiica cea mică a regelui Filip al V-lea al Spaniei și a Elisabeth Farnese. Cei doi s-au căsătorit la 31 mai 1750 la Oulx și au avut 12 copii.
Cuplul a avut o relație armonioasă; soția sa a avut o influență mică asupra lui. Căsătoria a fost aranjată de fratele vitreg al Mariei Antonia, regele Ferdinand al VI-lea al Spaniei. Anterior, infanta spaniolă fusese respinsă de Ludovic, Delfin al Franței. Uniunea a fost folosită pentru a consolida relațiile dintre  Madrid și Torino care au luptat de părți diferite în Războiul austriac de succesiune. Tratatul de la Aix-la-Chapelle (1748) a încheiat războiul.

## Rege al Sardiniei

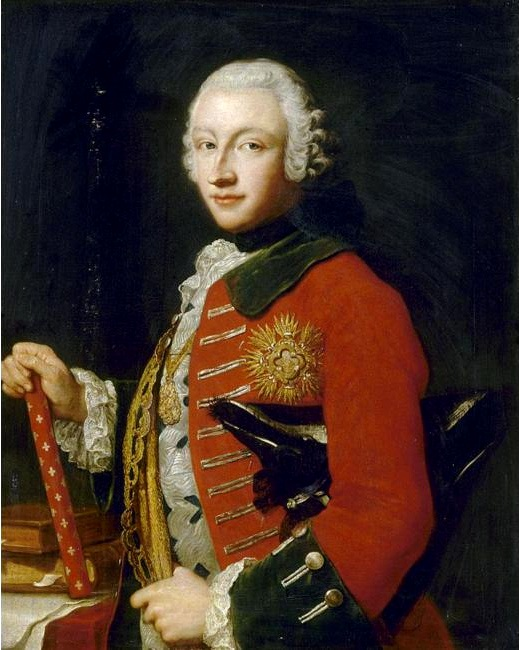
Victor Amadeus al III-lea

Când Victor Amadeus a venit la tron în 1773 el a început să lucreze la aspectele birocratice și militare ale domniei. A pus în aplicare mai multe lucrări publice și a acordat o mare atenție la administrarea forțelor armate. A aprobat și a înființat două noi importante instituții culturale de stat la sfatul burgheziei și aristocrației deopotrivă. A început lucrările de îmbunătățire la portul de la Nisa, baraje la Arce și drumul construit pe Coastă.
La izbucnirea Revoluției franceze, Victor Amadeus III a permis celor doi gineri ai săi, Conții de Artois și Provence și Prințeselor Marie Adélaïde și Victoire să stea în regatul său sub protecția sa. După patru ani de lupte, francezii sub Bonaparte au învins armata piedmontese în bătălia de la Montenotte (12 aprilie 1796), bătălia de la Millesimo (13–14 aprilie 1796) și în bătălia de la Mondovi (21 aprilie 1796). La 26 aprilie francezii au proclamat Republica Alba în teritoriile ocupate.
Două zile mai târziu, odată cu Armistițiu de la Cherasco, Republica a fost cedată înapoi lui Victor Amadeus. El a fost forțat să semneze Tratatul de la Paris, la 15 mai, abandonând Prima Coaliție împotriva Republicii Franceze. Termenii tratatului îi cereau să cedeze cetățile de la Cuneo, Ceva, Alexandria și Tortona Franței și să permită trecerea liberă a armatelor franceze în Italia. El a fost, de asemenea, obligat să cedeze Nisa și Savoia.
A murit la castelul Moncalieri după un atac de apoplexie. A murit lăsând un regat deteriorat din punct de vedere economic și două provincii cheie - Savoia și Nisa - devastate de mâinile forțelor revoluționare franceze. A fost înmormântat la biserica Superga de la Torino.